# Jasmonato O-metiltransferasi
La jasmonato O-metiltransferasi è un enzima appartenente alla classe delle transferasi, che catalizza la seguente reazione:
S-adenosil-L-metionina  + jasmonato ⇄ S-adenosil-L-omocisteina + metil jasmonato
L'acido 9,10-diidrojasmonico è un substrato povero per l'enzima. L'enzima non converte l'acido 12-osso-fitodienoico (un precursore dell'acido jasmonico), l'acido salicilico, l'acido benzoico, l'acido linoleico o l'acido cinnamico nei loro corrispondenti esteri metilici. L'attività enzimatica è inibita dalla presenza di cationi divalenti (come Ca2+, Cu2+, Mg2+ e Zn2+).